# Krementschuker Stausee
Der Krementschuker Stausee (ukrainisch Кременчуцьке водосховище) ist einer der sechs großen ukrainischen Stauseen am Dnepr.
An den Stausee grenzen die zentralukrainischen Oblaste Tscherkassy, Kirowohrad und Poltawa.
Der Krementschuker Stausee bedeckt 2252 km² Fläche und enthält etwa 13,5 km³ Wasser. Seine Länge beträgt 149 km bei einer maximalen Breite von 28 km. Am tiefsten Punkt hat das Gewässer eine Tiefe von 28 m. Er hat eine hohe Bedeutung für den Fischfang. Daneben befinden sich am Ufer des Sees auf dem Gebiet des Rajons Hlobyne große Fischzuchtanlagen.
Der Staudamm des Sees steht etwa 15 km westlich der Stadt Krementschuk in der Nähe der Stadt Switlowodsk. Hier befindet sich ein großes Wasserkraftwerk. Auf der Krone des Damms verläuft die Territorialstraße T–17–03. Errichtet wurde der Damm zwischen 1959 und 1961.
Im Zuge der Aufstauung des Krementschuker Stausees mussten viele Bewohner umgesiedelt werden, dabei wurde u. a. die Stadt Nowoheorhijiwsk überflutet. Die meisten bezogen Wohnungen in neuen vom sowjetischen Staat planmäßig am Ufer des aufgestauten Sees errichteten Siedlungen.
In den Stausee münden die Flüsse Sula und Tjasmyn.
Größere Städte am Krementschuker Stausee sind die Oblasthauptstadt Tscherkassy und die Stadt Switlowodsk.

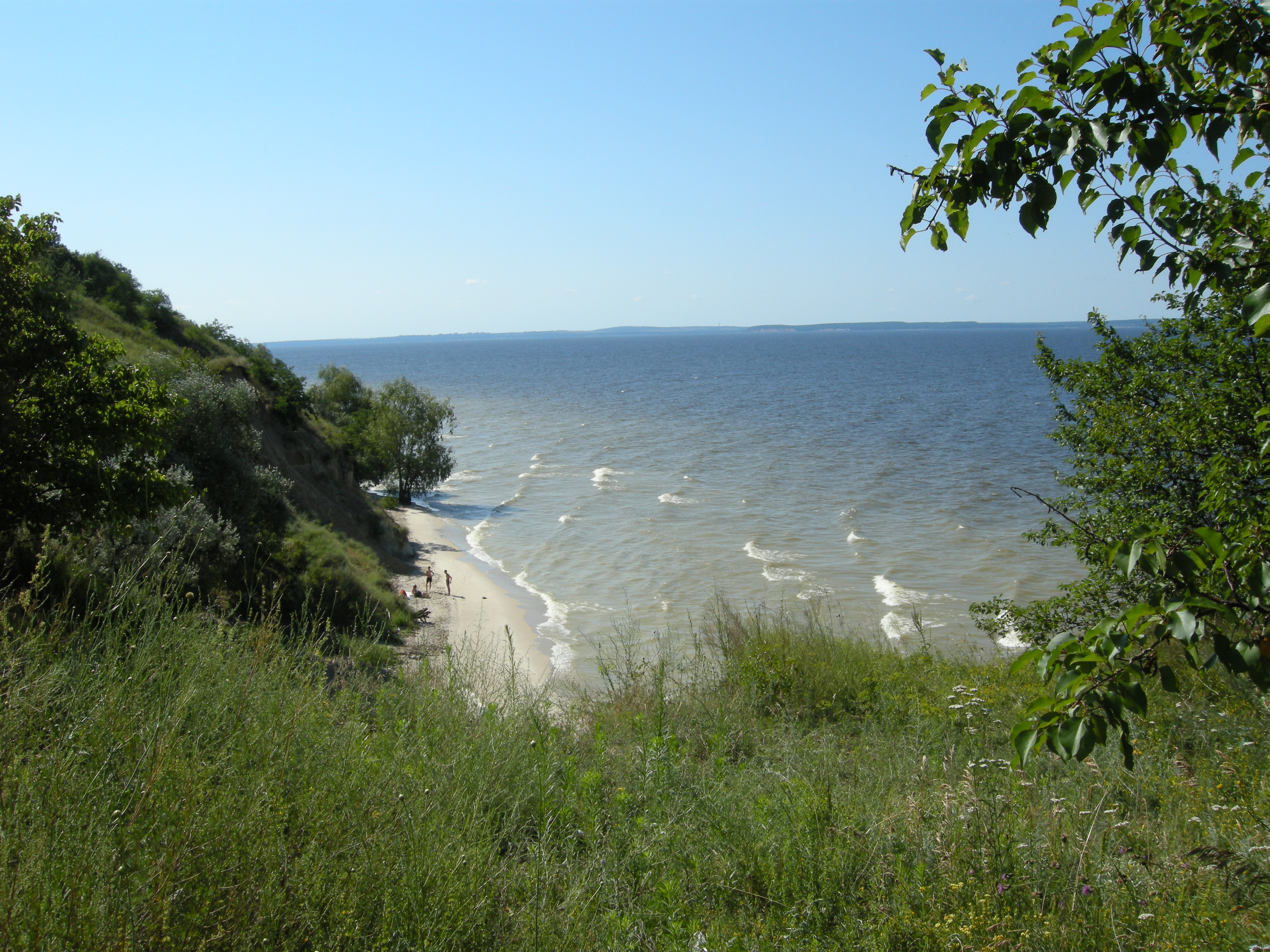
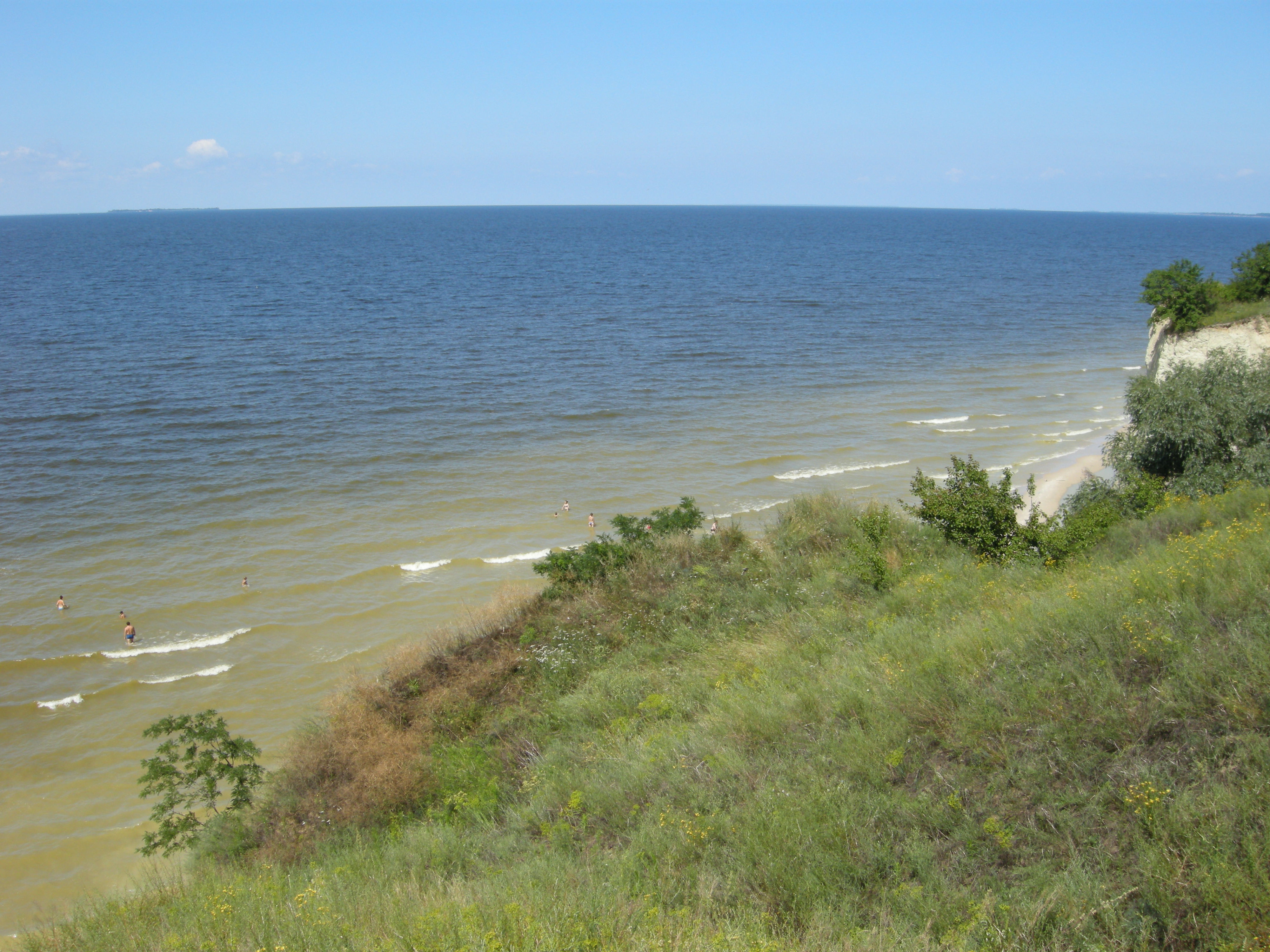
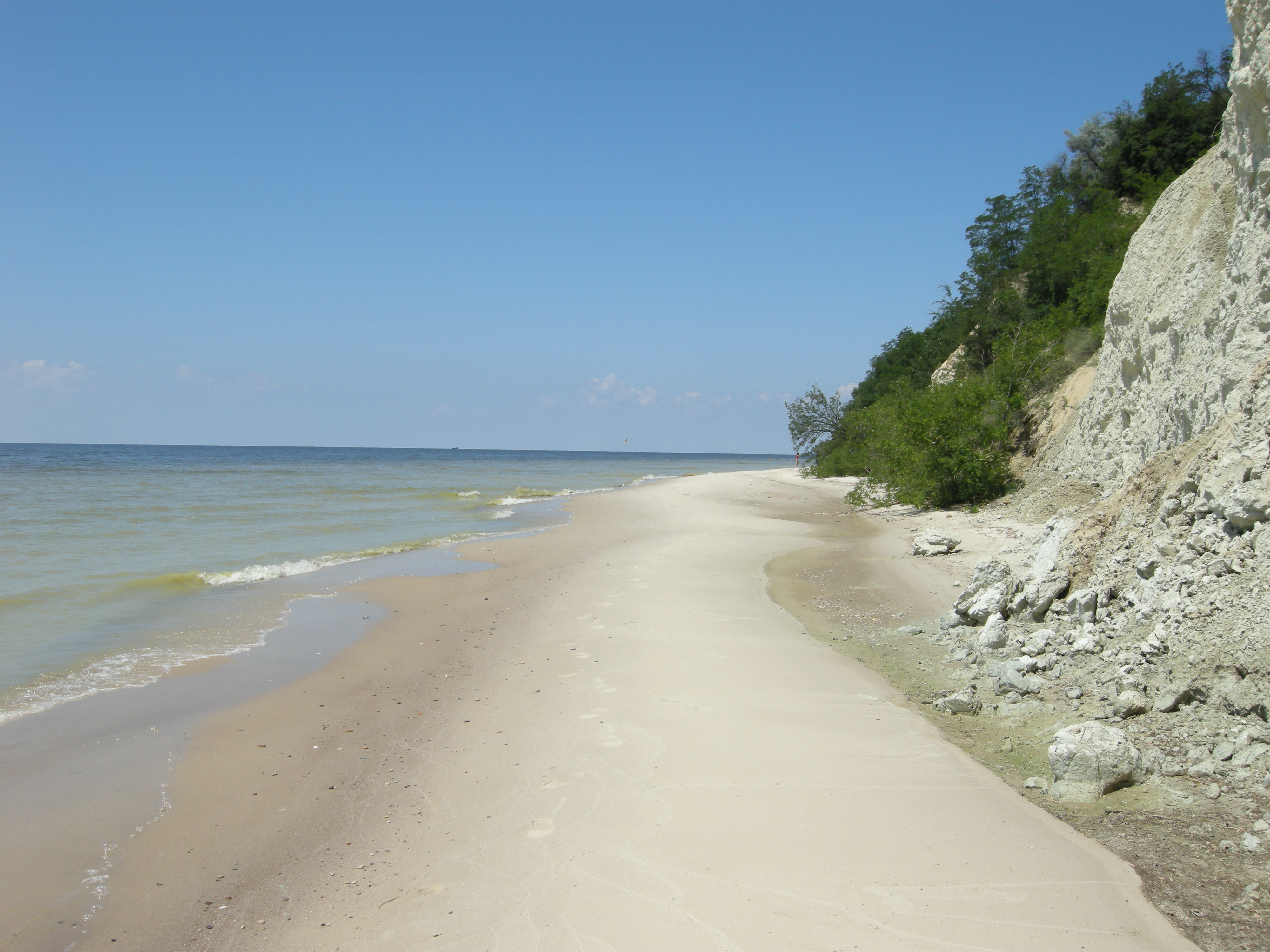